# Gratifikation
Im nicht spezifischen Sprachgebrauch bedeutet Gratifikation (lateinisch: gratificatio = Gefälligkeit; aus gratis = umsonst und facere = machen) allgemein eine Form von „Belohnung“ gleich welcher Art. Im Arbeitsrecht bezeichnet eine Gratifikation (auch Sondervergütung genannt) eine zusätzliche Geldleistung des Arbeitgebers über den Arbeitslohn hinaus.

## Arbeitsrecht
Man unterscheidet drei Typen von Sonderzahlungen:
- Sonderzahlungen mit reinem Entgeltcharakter, welche als Gegenleistung für die erbrachte Arbeitsleistung anzusehen sind,
- Sonderzahlungen für Betriebstreue und
- eine Mischform aus beiden.

Die am häufigsten anzutreffende Sonderzahlung ist die Mischform. Oft werden solche Sonderzahlungen mit einer Rückzahlungsklausel und einem Freiwilligkeitsvorbehalt verbunden um keine betriebliche Übung entstehen zu lassen.
Solche freiwillig gewährten oder Sonderentgelte zu den Normalbezügen können beispielsweise sein:
- Weihnachtsgeld
- Urlaubsgeld
- Jubiläumszuwendung
- Prämie
- Eine Sonderzahlung auf der Grundlage des Erfolges des Unternehmens (Bonuszahlung), etwa zum Jahresende.

Mit Zusatzzahlungen werden beispielsweise Betriebstreue, Anwesenheit und besondere Arbeitsleistungen finanziell honoriert. Gratifikationen können einzelvertraglich vereinbart oder Gegenstand eines Tarifvertrages oder einer Betriebsvereinbarung sein, sich aber auch aus betrieblicher Übung ergeben. Letztere liegt vor, wenn der Arbeitgeber wiederholt (dreimal hintereinander) und ohne Vorbehalt die Gratifikation zahlt.

## Schweizer Sicht
Nach Schweizer Arbeitsrecht handelt es sich bei der Gratifikation um eine Sondervergütung des Arbeitgebers, welche zum Fixlohn des Arbeitnehmers hinzutritt. Oftmals wird sie im Zusammenhang mit speziellen Anlässen (wie Weihnachtsgeld) ausgerichtet. Die Höhe und der Anlass liegen grundsätzlich im freien Ermessen des Arbeitgebers. Es handelt sich jedoch nicht um eine freiwillige Leistung, wenn die Gratifikation vertraglich vereinbart wird oder es sich um eine übliche Zahlung handelt. Als übliche Zahlung und somit konkludente Zusicherung gilt eine langjährige, regelmässige und vorbehaltlose Bezahlung. Nach bundesgerichtlicher Rechtsprechung (BGE 129 III 276) besteht ein solcher Anspruch, wenn die Zahlung während mindestens drei aufeinanderfolgenden Jahren regelmässig und vorbehaltlos ausbezahlt wurde.
Ist der Vorbehalt eine nicht ernst gemeinte und leere Floskel, so ist er unbeachtlich. Als leere Floskel gilt der Vorbehalt insbesondere dann, wenn der Arbeitgeber in der Vergangenheit Grund gehabt hätte, die Gratifikation nicht auszurichten, und diese trotzdem ausbezahlt hat.
Der Arbeitgeber darf die Bezahlung einer Gratifikation an die Einhaltung von Voraussetzungen knüpfen, solange dabei einzelne Personen nicht gegenüber der Mehrheit schlechter gestellt werden. Diese Bedingungen müssen sachlich begründet sein und dürfen weder willkürlich noch diskriminierend sein.